# Uwe Amstein
Uwe Amstein (* 20. August 1967 in Meiningen) ist ein ehemaliger deutscher Fußballspieler im Bereich des DDR-Fußball-Verbandes (DFV). Für den FC Carl Zeiss Jena spielte er kurzzeitig in der DDR-Oberliga, der höchsten DFV-Spielklasse. Amstein ist mehrfacher Juniorennationalspieler der DDR.

## Sportliche Laufbahn
Amsteins anfangs vielversprechende Fußballkarriere begann 1976 bei einer Betriebssportgemeinschaft (BSG) der Deutschen Reichsbahn, der BSG Lokomotive Meiningen, unter den Übungsleitern Norbert Cantow und Karl Mahler. Im Alter von 14 Jahren wurde er 1981 zur Thüringer Fußballhochburg, dem FC Carl Zeiss Jena, delegiert. Dort wurde er zur Saison 1984/85 in die Juniorenoberligamannschaft von Trainer Peter Grumm aufgenommen.
Nachdem er bereits für die U-16 des DFV vier Länderspiele absolviert hatte, wurde Uwe Amstein im Sommer 1984 von Auswahltrainer Eberhard Vogel für ein internationales Turnier mit der DDR-U-17 in Ungarn erstmals im Juniorenbereich nominiert. Ab 1985 gehörte Amstein zum Kader der DDR-U-18-Auswahl. Am 13. Juli 1985 bestritt er im Rahmen der Jugendwettkämpfen der Freundschaft in Bulgarien gegen Nordkorea (7:1) als rechter Verteidiger sein erstes Spiel in der älteren Juniorenauswahl, die bei diesem Turnier Rang 3 belegte. Zu seinen insgesamt 19 Länderspielen in den Auswahlmannschaften U-18 bis U-20 zählten auch das Viertel- und Halbfinalspiel bei der Junioren-EM 1986, die von der DDR mit ihrer U-19 gewonnen wurde, und ein Spiel bei der Junioren-WM 1987, bei der die DDR mit ihrer U-20-Auswahl den 3. Platz erreichte. Am Jahresende 1986 wurde Amstein mit der Europameister-Juniorenauswahl zum DDR-Sportler des Jahres in der Kategorie Mannschaft gewählt.
Seine ersten beiden Punktspiele im Männerbereich absolvierte Amstein in der Saison 1985/86 mit der 2. Mannschaft des FC Carl Zeiss in der zweitklassigen Liga. Zur Saison 1986/87 wurde er offiziell für den FC Carl Zeiss II als Verteidiger gemeldet und bestritt 28 der 34 Punktspiele. Auch 1987/88 war Amstein wieder als Spieler für die 2. Mannschaft vorgesehen und bestritt für sie in der Hinserie neun Punktspiele – acht davon an den ersten acht Spieltagen bis zum Beginn der Junioren-WM in Chile.
Daneben kam er in der 1. Halbserie kurzzeitig ebenfalls in der 1. Mannschaft der Jenaer zum Einsatz. Für diese bestritt er nach seiner Rückkehr vom Turnier in Südamerika am 31. Oktober 1987 im Pokalspiel der 2. Runde bei der BSG Motor Weimar sein erstes Spiel. Beim 3:1-Sieg, den die Oberligaelf erst in der Verlängerung sicherstellte, wurde Amstein in der 65. Minute für Mathias Pittelkow eingewechselt. Es folgten im November und Dezember 1987 vier Einsätze in der DDR-Oberliga vom 10. bis zum 13. Spieltag sowie die Teilnahme am Achtelfinale des Pokalwettbewerbs gegen die SG Dynamo Dresden II (2:1). In allen sechs Spielen für die FCC-Erstvertretung, die sich in einem Zeitraum von nur sechs Wochen inklusive einer Abstellung zum Ligateam FCC II am 14. November 1987, als die Oberliga vor einem Länderspiel pausierte, ab Ende Oktober bis Mitte Dezember ballten, kam Abwehrspieler Amstein zu keinem Torerfolg.
Nach diesen Einsätzen in der Oberligaelf Ende 1987 ging Amstein zunächst zurück zur 2. Mannschaft mit fünf weiteren Ligaeinsätzen, wurde aber Ende März 1988 beim Jenaer Fußballclub „ausdelegiert“ und – zusammen mit Sven Baum – an den DDR-Ligisten BSG Fortschritt Weida abgegeben. Dort bestritt er ab dem 1. April (Debüt beim 0:1 gegen die BSG Chemie Leipzig) bis zum Saisonende im Mai 1988, an dem die BSG Fortschritt – übrigens parallel zur FCC-Reserve – in die Bezirksliga absteigen musste, elf torlose Punktspiele für die Ostthüringer. Anschließend spielte Amstein nicht mehr im höherklassigen Fußball.